# تنانت
تنانت قرية مغربية صغيرة بتراب إقليم أزيلال، توجد شرق مدينة مراكش وتبعد عنها بحوالي 118 كلم، كما أنها تبعد عن شلالات أوزود المشهورة بحوالي 40 كلم تنمو الآن لتصبح مدينة صغيرة بفعل استقطابها للساكنة المجاورة، وهي نقطة ربط بين مراكش وأزيلال دمنات بني ملال مشهورة ببرج للماء بني منذ 1912 م بناه المستعمر الفرنسي.وكانت أول منطقة استعمرت لكونها نقطة إستراتيجية تتحكم في معبر طرقي بين الأطلس الكبير والأطلس المتوسط. تتوفر على مجموعة مدرسية ابتدائية وثانوية تأهيلية. تمتاز سهولها المجاورة بتربة خصبة، كما أنها مشهورة بأشجار اللوز والزيتون، يقام بها سوق اسبوعي يعقد كل يوم أربعاء...

## الجغرافيا
أحدثت جماعة تنانت سنة 1959، وهي تابعة إداريا لقيادة تنانت/ دائرة ابزو/إقليم ازيلال. تتكون من 13 دائرة انتخابية، وتعتبر الفلاحة وتربية الماشية أهم ركائز النشاط الاقتصادي لهذه المنطقة التي تبلغ مساحتها الفلاحية المستعملة 8350 هكتارا؛ منها 100 هكتار مسقية والباقي يعتمد على التساقطات المطرية التي يبلغ معدلها السنوي 440 ملم، وتناهز مساحة الأشجار 1056 هكتارا، والمساحة غيرالمحروثة 350 هكتار، وتنتشرالغابة على مساحة 2500 هكتار، فيما تبلغ مساحة المراعي 6950 هكتارا.

### الموقع
تقع جماعة تنانت بدائرة ابزو، يحدها شمالا جماعتا تابية وفم الجمعة، وجنوبا وأولى وايت ماجضن، وغربا جماعة سيدي ادريس (قلعة السراغنة) وشرقا جماعة ايت تكلا.
وتنتشر على مساحة 275 كلم مربع.. أما عدد السكان حسب إحصاء 2004، فيناهز 10007 نسمة.وبحكم موقعها الجغرافي على الطريق الرابطة بين مراكش وازيلال وبني ملال وقربها من شلالات ازود فهي تستقطب العديد من السياح وعلى مدار السنة.
الخصائص الطبيعية
ان التضاريس المكونة لاراضي الجماعة عبارة عن هضاب ونجود تحيط بها جبال وغابات وتوجد على علوما بين800 و1000 متر على سطح البحر؛ ويسودها مناخ شبه جاف.
الإمك

## الاقتصاد
للجماعة موارد مالية محدودة، فمداخليها تعتمد على سوق أسبوعي ينعقد يوم الأربعاء، وتبلغ مداخليه 743500.00 درهم (سنة 2008)..هكذا إلى جانب وجود 27 دكانا و8 محلات سكنية تدر مداخيل تقدر ب 61260.00 درهم، وتصل حصة الجماعة من الضريبة على القيمة المضافة إلى 2956.000.00 درهم برسم سنة (2008). الإمكانيات البشرية
الاطر العليا = 12
الأطر المتوسطة = 21
اليد العاملة = 08

## الأنشطة الاقتصادية
تعتمد الساكنة على الفلاحة وتربية الماشية وتعد الحبوب بمختلف أنواعها أهم الزراعات بالمنطقة والقطاني وبعض الأشجار المثمرة كاللوزوالزيتون.
اما تربية الماشية فتتوفر على جميع أصنافها: الأبقار.المعز.الغنم.وكذلك تربية النحل الذي يبقى منتوجه مميزا.وتتوفر المنطقة على تعاونيتين فلاحيتين تساهمان إلى حد ما في تنظيم القطاع الذي يبقى في امس الحاجة لتأهيله، خصوصا مع توالي سنوات الجفاف.كما ان هناك مشروعا يهدف إلى الاستثمار في الأراضي غير المسقية بتنانت.

### قطاع الماء
لقد عانى سكان الجماعة على امتدادعدة سنوات الويلات مع هذه المادة الحيوية لكن في اطار عملية باجي، فقد استفادت أغلب الدواويرالتابعة للجماعة. كما أقدم المكتب الوطني للماء الصالح للشرب بعد حفر ثقب استغلالي وبناء خزان باعادة الشبكة وتوسيعها بشراكة مع الجماعة حيث بلغت التكلفة الإجمالية للمشروع8500.000.00 درهم.
كما انه سيتم تزويد الجماعة والدواوير التابعة لها بالماء الشروب من سد مولاي الحسن لمواجهة النمو الديمغرافي والنقص الحاصل في الفرشة المائية وكذا تزويد دواري تلاشحافت وسكورة الذين لم يستفيدا بعد..

### قطاع الكهرباء
استفادت الجماعة من الكهربة القروية بحوالي 98بالمائة في اطارالبرنامج الوطني للكهربة القروية الشاملة.
تمت في هذا الإطار تقوية الطريق الوطنية رقم304 وإصلاح الطريق رقم 307.كما تم إصلاح المسالك الجماعية لفك العزلة على مجموعة من الدواوير سكورة. بوحرازن. ايت ويرار. تقبوت. وتا كست وتسهيل ولوج الساكنة إلى المركز لقضاء مآربهم.

### قطاع الصحة
تتوفر الجماعة على مركز صحي جماعي ذات اسرة ودار للولادة ومستوصف بدوار بوحرازن وقاعتين للعلاج بسكورة وايت ويرار. إلا أن قطاع الصحة لا زال يعاني من نقص في التجهيزات وخصاص في الاطر الطبية اللازمة لساكنة المنطقة.

### قطاع التعليم
تبلغ عدد المجموعات المدرسية بتراب الجماعة 03 فقط، يفتقر بعضها إلى الإصلاح وترميم الأقسام.وفي هذا الإطار وبشراكة مع الجماعة ووزارة التربية الوطنية سيتم إعادة الترميم من اجل تاهيل المؤسسات التعليمية بالعالم القروي. كما تتوفر على اعدادية ونواة للثانوية احدثت مؤخرا، من شانها تقليص نسبة الهدرالمدرسي الذي عرف ارتفاعا في السنوات الماضية.
انعدام قنوات الصرف الصحي
```
يتم التخلص من السائل العادم بواسطة الحفر الدفينة التي لم تكن كافية لاستيعاب الماء لكن أصبح المشكل مطروحا بحدة؛ وعلى هذا الأساس ثم الاتفاق على عقد شراكة مع المكتب الوطني للماء الصالح للشرب لتنانت والجماعة لانجاز شبكة الصرف الصحي التي توجد في طور الدراسة..
```

انعدام مطرح للنفايات
```
يتخلص سكان المركز من النفايات بوسائل تقليدية، لكن العديد منهم يلقون بها قرب منازلهم لانعدام مطرح للنفابات والآليات الجماعية واليد العاملة الكافية والمختصة.
```

### الآفاق المستقبلية
- بناء مركز صحي
- انجاز شبكة تطهير السائل
- تزويد جماعة تنانت بالماء الشروب من سد مولاي الحسن
- إخراج الشطر الثاني لتجزئة ازود إلى حيز الوجود
- بناء دور الشباب والطالب

بناء وتجهيز مكتبة جماعية
- ربط الطريق الجهوية رقم 307بدوار بوحرازن في افق 2010/2015
- بناء محطة طرقية ومكتب للدرك الملكي
- إخراج مطرح النفايات إلى حيز الوجود.